# Medicin under medeltiden
I medeltidens Europa och närmaste omnejd förhärskade antikens idéer om hur hälsa bibehölls och återvanns. De medicinskt kunniga personerna var ofta munkar och nunnor vilket kan exemplifieras av universalgeniet Hildegard av Bingen (1098–1179).
Klostren kopierade och översatte böcker skrivna av främst greker och araber, samt höll de gamla traditionerna och kunskaperna vid liv, såsom humoralpatologin, och knappast någon läkare under dessa århundraden förnekade att de fyra kardinalvätskornas harmoni var förutsättningen för hälsa. Sjukdom botades genom att återställa balansen, och tappning av vätskorna var vanligare än försök att stimulera återbildning av den kardinalsaft som var i undervikt. Åderlåtning gjordes med knivliknande verktyg eller blodiglar, men huvudsakligen var det blad, blommor och rötter av örter till urindrivande, laxer- och kräkmedlen som nyttjades. 

## Medeltida läkare
Sjukvården var mycket brutal. Många botemedel gick ut på att äta medicin som tillverkats av bland annat möss, spindlar eller andra djur och insekter som man trodde kunde bota sjukdomar. Man använde sig av olika örter och salvor, drog ut tänder och amputerade ben utan bedövning, och många av de verktyg som användes av läkaren var samma som de slaktaren använde. Människor i allmänhet tvättade sig inte och drack smutsigt vatten, så att vara sjuk var inget ovanligt på medeltiden. 
Det fanns tre olika slags läkare: apotekaren, medicinaren och fältskären. En fältskär var en sorts kirurg som kunde amputera ett ben, lägga om ett sår, dra ut en tand eller klippa håret. 
Det fanns även något som kallades för "kvacksalvare". Dessa reste runt och sålde salvor och mirakelkurer som de påstod kunde bota olika sjukdomar. Det var många som hellre vände sig till dessa eftersom de var billigare än att gå till en läkare. På medeltiden fanns ingen fri sjukvård, och eftersom det var så pass dyrt att gå till doktorn var det bara rika som hade råd. 

## Metoder och medicin
Något som redan fanns på medeltiden som vi använder än idag är urinprovet. Även på medeltiden fick sjuka lämna in urinprov som doktorn använde för att se vilken sjukdom patienten hade. Man använde sig av en sorts flaska, doktorn höll upp flaskan mot ljuset och undersökte färgen, stack ner ett finger och smakade för att sen bedöma vilken sjukdom patienten hade. Flaskans form representerade de olika kroppsdelarna, studerade man den översta delen sökte man efter sjukdomar i hjärnan, mellersta delen stod för sjukdomar i hjärtat, magen eller lungorna och nedersta midjan. Det fanns trettio olika tecken på sjukdomar som man kunde se baserat på färg, smak och lukt.
Man trodde att människan hade fyra olika sorters kroppsvätskor: slem, blod, svart galla och gul galla. Hade man för mycket av någon av dem blev man sjuk och olustig. Personligheter var baserade på vilken av de fyra olika kroppsvätskorna som man hade mest av. "Humoralpatologi" kallas den teorin. 
Vissa sjukdomar trodde man botades av att patienten tappades på blod. En av metoderna var att använda sig av blodiglar. De skulle suga ut det skadliga blodet som man trodde var orsaken till sjukdomen. Blodiglar har sugskålar med många tänder som kan bita sönder huden, samt saliv som de utlöser som gör att blodet inte koagulerar. På detta sätt kan de suga i sig nästan fem gånger sin egen kroppsvikt. Blodiglar var så populära att man till och med kunde tjäna pengar på att fånga och sälja dem. Man använde också koppglas och skalpell för att tappa blod. De olika sjukdomarna hade olika tappställen på kroppen. Man tappade till exempel blod från foten eftersom man trodde att det gjorde så att de onda vätskorna från huvudet och hjärtat rann ner. Innan man tappade blod tog man oftast först reda på när patienten vad född och i vilket Stjärntecken, läkekonsten utgick mycket från både vetenskap och vidskepelse.
När man använde örter för att bota sjukdomar trodde man att det fanns samband mellan örternas utseende och den sjukdom de kunde bota, t.ex. gula blommor kunde bota gulsot, röda blommor kunde rena blodet och så vidare. Johan Gerardes skrev en örtbok 1597 som innehåll recept till olika mediciner gjorda på olika örter.
Många av medicinerna innehöll också möss och spindlar. Möss var lätta och få tag på och goda att äta och användes därför till de flesta mediciner. Oftast malde man ner dem till pulver eller stekte dem och åt tillsammans med lök. Spindlar var också en populär ingrediens att ha i mediciner. De kunde sväljas levande eller stängdes in i nötskal som man sen hade runt halsen. Spindelnät användes också, de användes till att stoppa blod eller att läka sår. Forskning har bevisat att spindelnät faktiskt har en effektiv antiseptisk verkan.  

## Verktyg
Om man hade en tand som värkte och behövde dras ut använde doktorn sig av en tång. Man trodde att tandvärk berodde på små maskar och inte på fel diet. Man fick ingen bedövning innan doktorn drog ut tanden, därför kunde höga skrik höras från mottagningen. Det var därför många som hellre testade många olika metoder istället för att gå till doktorn. En av dem gick ut på att skriva en lapp till gud som man sen brände upp.
Ett annat verktyg var sågen, den användes när ett ben eller en arm hade blivit infekterat och behövde amputeras. Patienten fick andas in opiumångor eller dricka alkohol men led ändå. Även här fanns ingen bedövning och flera män fick hjälpa till med att hålla fast patienten medan doktorn sågade. Verktygen lades ner på ett smutsigt golv och många patienter dog en plågsam död på grund av blodförlust eller de bakterier som fanns på doktorns mottagning. Om patienten överlevde operationen var brännjärnet det verktyg som stod på tur. Det värmdes upp och sattes sen på det amputerade benet för att stoppa blödningen. Brännjärnet kunde också användas för att bota sjukdomar, doktorn hade en karta med de olika ställen han skulle sätta brännjärnet på. En fransk militärläkare upptäckte senare att brännjärnet gav patienterna inflammation och feber och att en mycket bättre kur var att hälla en blandning av ägg, rosenolja och terapin på såren.  